# Hay que matar a B.
Pour plus de détails, voir Fiche technique et Distribution.
Hay que matar a B. est un film d'aventures espagnol réalisé par José Luis Borau et sorti en 1974.
Il a gagné le prix du meilleur film au Círculo de Escritores Cinematográficos 1974.

## Synopsis
L'émigré hongrois Pal Kovac est un chauffeur de poids lourd privé vivant dans un pays d'Amérique latine non identifié, où une révolte socio-politique a éclaté dans laquelle la population réclame le retour d'exil de l'homme politique « B. ». Kovac possède une petite entreprise de transport en collaboration avec un associé, mais une grève dans le secteur l'empêche de prendre une commande à destination. Lorsqu'il tentent de contourner le blocus, il est considéré comme un briseur de grève et son véhicule est incendié. Il semblerait finalement que ces événements fassent partie d'un complot visant à l'inciter à assassiner B.

## Fiche technique
Sauf indication contraire, les informations mentionnées dans cette section peuvent être confirmées par la base de données cinématographiques IMDb,  présente dans la section « Liens externes ».
- Titre original : Hay que matar a B.[2] (litt. « Il faut tuer B. »)
- Réalisation : José Luis Borau
- Scénario : José Luis Borau, Antonio Drove
- Photographie : Luis Cuadrado
- Montage : Pablo G. del Amo
- Musique : José Nieto
- Costumes : Maiki Marín
- Maquillage : Louis Bonnemaison
- Production : Luis Megino
- Société de production : El Imán Cine y Televisión S.A., Taurean Films
- Pays de production :  Espagne
- Langue originale : espagnol
- Format : Couleur - Son mono - 35 mm
- Genre : Film d'aventures
- Durée : 97 minutes (1 h 37[2])
- Dates de sortie : 
  - Iran : 1974 (Festival du film de Téhéran)
  - Espagne : 14 juin 1975 (Madrid)

## Distribution
- Darren McGavin : Pal Kovak
- Stéphane Audran : Susana
- Patricia Neal : Julia
- Burgess Meredith : Hector
- Luis Prendes : Le commissaire
- Pedro Díez del Corral : Jani
- Rina Ottolina : Silvana
- Perla Cristal : Rosita

## Production et sortie
Le tournage a lieu en août 1973 à Madrid et en Galice. A la fin de son tournage, il est méprisé par le distributeur espagnol malgré le fait que les quatre acteurs principaux soient des personnalités internationales : Stéphane Audran, Darren McGavin, Burguess Meredith et Patricia Neal. Par ailleurs, le réalisateur tombe malade. Le film est resté en attente pendant deux ans avant de sortir dans les salles madrilènes durant l'été 1975.
Il a eu peu de succès public, même s'il s'est distingué au festival de Téhéran en 1974 et a été récompensé par le Círculo de Escritores Cinematográficos.

## Accueil critique
Le film a reçu des critiques positives,. Dans Cine para leer 1975, Angel Pérez Gómez souligne qu'il s'agit d'un « film inhabituel sur la scène cinématographique espagnole » et que « Borau voit tout de l'extérieur » et a « une peur exagérée de s'immiscer dans la vie des personnages et l'action dans laquelle ils jouent ».